# Ecoa
'Ecoa' é uma organização não governamental que visa promover ações para preservar o meio ambiente. A Ecoa associa investigação cientifica e ação política no sentido amplo do termo, envolvendo comunidades, instituições de ensino e pesquisa, instituições governamentais e outras organizações não governamentais.  Como ferramentas promove campanhas e processos de diálogos multissetoriais para criar espaços de reflexão, negociação e decisão frente a questões prioritárias para a conservação ambiental e a sustentabilidade.

Uma das principais características da instituição é o permanente suporte para o surgimento
 e desenvolvimento de redes, fóruns, articulações e organizações locais no Brasil e em outros países. Também participam de eventos, como workshops para discussão de leis ambientais, em especial sobre o Pantanal.
A Ecoa - Ecologia e Ação - surgiu em 1989, em Campo Grande, capital de Mato Grosso do Sul, formada por um grupo de pesquisadores que atuam em diversos segmentos profissionais, tais como: biologia, comunicação, arquitetura, ciências sociais, engenharia e educação. O principal objetivo era, e ainda é, estabelecer um espaço para reflexão, formulações, debates, além de desenvolver projetos e políticas públicas para a conservação ambiental e a sustentabilidade tanto no meio rural, quanto no meio urbano.
O Pantanal e a Bacia do rio da Prata, nesta perspectiva, foram identificados como as regiões prioritárias, sendo que nas regiões pantaneiras e - inclusive em áreas do Cerrado - concentram-se as ações de base comunitária, indicando também uma das razões para criação da organização.

## Atuação
A Ecoa iniciou em novembro de 2012 a execução de um novo projeto: “Mapeamento de eventos climáticos extremos no Pantanal, análise de seus efeitos sobre populações vulneráveis, capacitação local e elaboração de propostas mitigatórias”. 
Participa do Programa de Disseminação de Estatísticas do Trabalho, do Ministério do Trabalho e Emprego do Governo Federal.
Fez campanha para que o Pantanal fosse eleito uma das Sete Maravilhas Naturais do Mundo. 